# Dacne picea
Dacne picea är en skalbaggsart som beskrevs av Leconte 1875. Dacne picea ingår i släktet Dacne och familjen trädsvampbaggar. Inga underarter finns listade i Catalogue of Life.